# Soukaina Sahib
Soukaina Sahib, född 1 april 1995, är en marockansk taekwondoutövare. 

## Karriär

### 2015–2019
I maj 2015 tävlade Sahib i 49 kg-klassen vid VM i Tjeljabinsk, där hon blev utslagen i sextondelsfinalen av azeriska Patimat Abakarova. I maj 2018 vid afrikanska mästerskapen i Agadir tog hon guld i 46 kg-klassen efter att ha besegrat ivorianska Bouma Ferimata Coulibaly i finalen.
I maj 2019 tävlade Sahib i 46 kg-klassen vid VM i Manchester, där hon blev utslagen i kvartsfinalen av thailändska Julanan Khantikulanon. I augusti 2019 tog hon guld i 46 kg-klassen vid afrikanska spelen i Rabat efter att ha besegrat lesothiska Michelle Tau i finalen.

### 2021–2024
I juni 2021 tog Sahib silver i 46 kg-klassen vid afrikanska mästerskapen i Dakar efter en finalförlust mot egyptiska Shahd Samy Elhosseiny. I juli 2022 tog hon guld i 46 kg-klassen vid afrikanska mästerskapen i Kigali efter att ha besegrat nigeriska Zaraou Abdou Bilane i finalen. I augusti 2022 tog Sahib guld i 46 kg-klassen vid Islamic Solidarity Games i Konya efter att ha besegrat azeriska Minaya Akbarova i finalen. I november 2022 tävlade Sahib i 46 kg-klassen vid VM i Guadalajara, där hon blev utslagen i sextondelsfinalen av kinesiska Wang Xiaolu.
I november 2023 försvarade Sahib sitt guld i 46 kg-klassen vid afrikanska mästerskapen i Abidjan efter att ha besegrat senegalesiska Ngoné Fall i finalen. I mars 2024 tog hon silver i 46 kg-klassen vid afrikanska spelen i Accra efter en finalförlust mot nigeriska Zaraou Abdou Bilane.